# جان پاتریک (بازیکن فوتبال، زاده ۲۰۰۳)
جان پاتریک (انگلیسی: John Patrick؛ زادهٔ ۲۴ سپتامبر ۲۰۰۳) بازیکن فوتبال اهل اسپانیا است.
وی همچنین در تیم ملی فوتبال Republic of Ireland U19 بازی کرده‌است.